# 橫瀨站

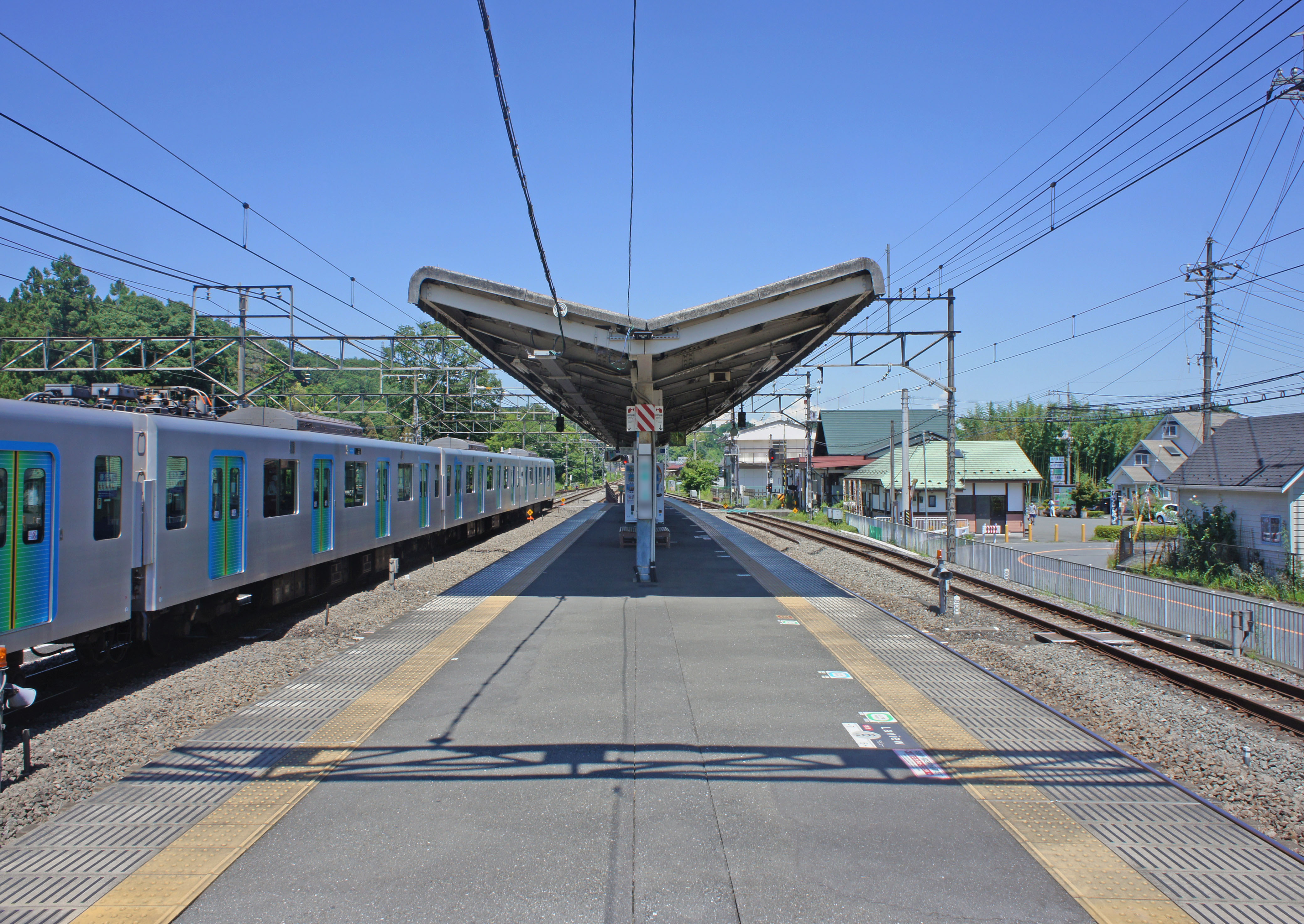
月台（2022年7月）

橫瀨站（日语：／ Yokoze eki */?）是一個位於埼玉縣秩父郡橫瀨町橫瀨，屬於西武鐵道西武秩父線的鐵路車站。車站編號是SI35。池袋站到發的特急紅箭「秩父」停靠，特急紅箭的導覽與一部分的單張將此站標示為「池袋線」。

## 車站結構
島式月台1面2線的地面車站。站舍位於軌道北側，與月台以站內平交道聯絡。不設自動閘機，設有PASMO、Suica的簡易閘機が設置されている。
廁所位於出閘口左側的站前Rotary。併設多機能廁所，但設置於閘外，實質上是公廁。
站舍左側併設橫瀨町觀光導覽所。
另外，此站設有西武秩父站回廠的車輛留置側線，與鄰接橫瀨車輛基地有關的側線。

### 月台配置
| 月台 | 路線                  | 方向                  | 目的地               | 備註               |
| ---- | --------------------- | --------------------- | -------------------- | ------------------ |
| 1    | 西武秩父線            | 上行                  | 飯能、所澤、池袋方向 |                    |
| 2    | 西武秩父線            | 下行                  | 往西武秩父           |                    |
| 2    | ■秩父鐵道秩父本線直通 | ■秩父鐵道秩父本線直通 | 三峰口方向           | 途經西武秩父站直通 |
| 2    | ■秩父鐵道秩父本線直通 | ■秩父鐵道秩父本線直通 | 長瀞方向             | 不途經西武秩父站   |

## 使用情況
2016年度1日平均上下車人次為1,827人，西武鐵道全部92個車站當中排行第85位。
近年1日平均上下、上車人次的推移如下表。
| 年度               | 1日平均 上下車人次 | 1日平均 上車人次 |
| ------------------ | ------------------ | ---------------- |
| 2003年（平成15年） | 1,796              |                  |
| 2004年（平成16年） | 1,829              |                  |
| 2005年（平成17年） | 1,801              |                  |
| 2006年（平成18年） | 1,774              |                  |
| 2007年（平成19年） | 1,826              |                  |
| 2008年（平成20年） | 1,833              |                  |
| 2009年（平成21年） | 1,837              |                  |
| 2010年（平成22年） | 1,770              |                  |
| 2011年（平成23年） | 1,714              |                  |
| 2012年（平成24年） | 1,698              |                  |
| 2013年（平成25年） | 1,781              |                  |
| 2014年（平成26年） | 1,801              |                  |
| 2015年（平成27年） | 1,878              |                  |
| 2016年（平成28年） | 1,827              |                  |

2010年至2012年有若干減少，2014年度以後恢復到1,800人以上。

## 相鄰車站
西武鐵道
 西武秩父線
- ■特急「秩父」停靠站

■快速急行，■急行，■各站停車（急行只限上行、秩父鐵道直通的快速急行只限下行運行）
蘆之久保（SI34）－橫瀨（SI35）－西武秩父（SI36） / 御花畑（秩父本線）

## 外部連結
- 橫瀨 - 西武鐵道